# Cecilia Vasa
Cecilia Vasa (Stoccolma, 16 novembre 1540 – Bruxelles, 27 gennaio 1627) è stata una principessa svedese e margravia di Baden.

## Biografia
Era figlia di Gustavo I di Svezia, e della seconda moglie, Margherita Leijonhufvud. Cecilia è stata descritta come la più bella delle figlie di Gustavo I. Era nota come la pecora nera della famiglia, a causa degli scandali in cui è stata coinvolta. Durante la sua infanzia, lei, così come i suoi fratelli, erano principalmente sotto la cura della madre, della fidata infermiera della regina, Brigitta Lars Andersson, della cugina di sua madre Margareta e di Ingrid Amundsdotter. Dopo la morte di sua madre nel 1551, lei e i suoi fratelli furono affidati alle cure di Christina Gyllenstierna e poi delle sue zie Brita e Marta Leijonhufvud prima delle nozze di suo padre con Caterina Stenbock.

## Matrimonio
Nel 1556, lei e le sue sorelle ricevettero una dote di 100.000 daler, i loro ritratti furono dipinti e le loro qualità personali descritte in latino dal poeta di corte Henricus Mollerus e furono presentate sul mercato matrimoniale. Lo stesso anno, suo padre presentò Edzardo di Ostfriesland con un trattato commerciale e un'alleanza matrimoniale. Fu scelto in quanto Ostfriesland controllava il porto di Emden, rivale di Lubecca e un trattato poteva rompere il dominio della lega anseatica in Svezia. Nel 1557, il trattato di scambio fu completato, e nel 1558 Edzard visitò la Svezia per incontrare Caterina e sua sorella Cecilia e ne scelse una per completare il contratto di matrimonio.
Edzardo scelse Caterina. Il matrimonio venne celebrato a Stoccolma il 1 ottobre 1559. A novembre, Caterina ed Edzardo partirono per Ostfriesland. Durante il loro viaggio attraverso la Svezia, furono accompagnati da sua sorella Cecilia e dal fratello di Edzardo, Giovanni. Durante il soggiorno a Vadstena, esplose un grande scandalo. Venne scoperto che Cecilia e il fratello dello sposo avevano avuto una relazione clandestina. L'amante però si rifiutò di sposare la principessa e per questo venne imprigionato e Caterina ed Edzardo furono posti di guardia nel castello di Västerås. Caterina fece da mediatrice per la liberazione di Giovanni, che Cecilia fosse trattata con indulgenza e che gli fosse dato il permesso di andarsene. Usava inoltre organizzare presso i suoi appartamenti festini che duravano fino a tarda notte.
In seguito si decise che Cecilia e sua sorella Anna si sarebbero sposate con Luigi del Palatino-Simmern, Giorgio Giovanni del Palatino-Veldenz o Poppo di Henneberg. Lo scopo era quello di rendere unire la dinastia Vasa alle famiglie tedesche più influenti. Le trattative con Giorgio Giovanni andarono avanti quando scelse di sposare Anna, dopo lo scandalo di Västerås. Nel 1561 ci fu la proposta dal conte di Arundel. Era disposta ad accettare, ma Erik non sembrava averle dato molta considerazione. Nel 1562 ci fu la proposta del conte polacco Johan Tenczynski. Ad Erik piaceva l'idea, ma i piani non si sono concretizzati.
Cecilia sposò Cristoforo II di Baden-Rodemachern (1537-1575), il 18 giugno 1564 a Stoccolma. Si noti che il matrimonio era di gran lunga meno lussuoso di quello di sua sorella Anna, e che sembrava aver avuto luogo senza molte trattative: il primo contratto era stato firmato a fino a marzo dello stesso anno. 
Diede alla luce sei figli:
- Edoardo Fortunato, Margravio di Baden-Rodemachern e Baden-Baden (17 settembre 1565-18 giugno 1600), margravio di Baden-Baden;
- Cristoforo Augusto (1566-1609);
- Filippo III, Margravio di Baden-Rodemachern (1567-1620);
- Carlo (1569-1590);
- Bernardo (1570-1571);
- Giovanni Carlo (1572-1599), cavaliere dell'Ordine di Malta.

### Viaggio in Inghilterra
Subito dopo il matrimonio andò a Londra in visita ufficiale di stato. Arrivò nell'autunno del 1565 dopo aver percorso circa 400 miglia via acqua e 750 miglia su ghiaccio e neve. Cecilia si era impegnata in una corrispondenza con Elisabetta I d'Inghilterra per diversi anni e sembra aver provato ammirazione per lei a livello personale. Chiese con successo a Elisabetta un invito in Inghilterra già nel 1562 e imparò l'inglese con gente inglese in Svezia. Riuscì a incontrare il fratello Giovanni, imprigionato prima della sua partenza, e quando arrivò nell'Estonia, Erik chiese al suo governatore di Reval di tenerla sotto controllo, poiché sospettava che fosse più leale nei confronti del fratello Giovanni che a lui. Nel Ducato di Prussia, chiese con successo al duca di lavorare con il monarca danese per liberare suo fratelloGiovanni. Durante la sua permanenza presso sua sorella Caterina nella Frisia orientale, si ritiene che abbia discusso della prigionia di Giovanni, poiché Caterina poco dopo ha inviato a Erik una lettera furiosa sull'imprigionamento di Giovanni.
Cecilia partì per l'Inghilterra da Calais nel settembre del 1565. Le fu assegnata Bedford House come residenza, dove fu accolta dalla contessa di Sussex e dalla moglie di William Cecil. Dopo un paio di giorni di riposo, Cecilia fece il suo ingresso ufficiale a Londra l'11 settembre, vestita in velluto nero ornato d'argento e circondata dalle sue dame d'onore vestite di rosso. Dopo questo, Elisabetta visitò Cecilia a Bedford House. Secondo l'ambasciatore spagnolo in Inghilterra, Cecilia ed Elisabetta andarono molto d'accordo. Presero parte a matrimoni e cene insieme, a natale nel 1565, Cecilia ha ricevuto la comunione direttamente dopo Elisabetta, e al marito è stato concesso un'indennità fintantoché ha permesso a Cecilia di rimanere in Inghilterra. Mentre era lì, partorì il suo primo figlio, Edoardo, la cui madrina era la propria Eliasabetta. Una delle sue damigelle d'onore era Helena Snakenborg (in seguito marchesa di Northampton), che sarebbe rimasta alla corte inglese quando Cecilia se ne andò nel maggio 1566.
La visita di Cecilia faceva parte del tentativo di convincere la regina Elisabetta I d'Inghilterra a sposare il suo fratellastro Eric XIV di Svezia. Doveva anche reclutare pirati inglesi per attaccare navi danesi, tedesche e polacche sul Mar Baltico. Nel gennaio 1566, Erik XIV le diede anche l'incarico di negoziare un'alleanza tra Svezia e Inghilterra per aiutarlo nel suo tentativo di far pace nella guerra tra Svezia e Danimarca. Era anche in stretto contatto con l'ambasciatore spagnolo presso la corte inglese, perché le terre del mario erano parzialmente collocate nel Lussemburgo spagnolo.
Rimase in Inghilterra per circa un anno, durante il quale spese molto denaro e contrasse molti debiti. Per sfuggire i creditori, tentò la fuga ma venne catturata a Dover nel 1565 e le vennero confiscati gioielli e guardaroba. Giunta a Rodemack diede alla luce un figlio portatore di handicap. Per la malattia del figlio accusò sempre i suoi creditori.

### Contessa di Arboga
Nell'agosto del 1565, Cecilia arrivò a Baden-Rodemachen, dove rimase per cinque anni. La guerra religiosa nei Paesi Bassi era in corso e le truppe del Duca di Alba si spostarono nel territorio della sua residenza e occuparono le sue terre, che causarono il suo disagio economico. Nel 1569, Baden-Baden fu ereditata dal nipote minorenne del marito e posta sotto il governo di Alberto V di Baviera, che trattò i protestanti con brutalità. Cecilia scrisse a suo fratello Giovanni III di Svezia e dichiarò che temeva per la loro sicurezza e chiese il permesso di tornare in Svezia.
In Svezia, a Cecilia fu concessa la città di Arboga come suo feudo personale, e si designò Contessa di Arboga. Cecilia aveva l'autorità di gestire la politica commerciale e il sistema legale e si assicurava che le leggi reali fossero rispettate, e gestiva anche determinate imposte sull'importazione e l'esportazione. Anche Cecilia era attiva nella pirateria. A Cecilia fu assegnata una flotta di navi da parte di John Dymosh (chiamato anche John Diamond, un suo ex creditore) come parte della sua dote, e usò questa flotta per attaccare la nave sul Mar Baltico. John aveva diverse licenze rilasciate ai pirati sul Mar Baltico con il permesso di attaccare navi in viaggio verso la Russia, per disturbare il commercio russo durante la guerra tra Svezia e Russia. Anche Cecilia entrò in conflitto con John perché violò il suo permesso attaccando anche navi di nazioni amiche, come quelle danese, che creò tensioni tra Svezia e Danimarca. 
Il 2 agosto 1575, suo marito morì, e il figlio minore Edoardo Fortunato gli succedette formalmente come margravio di Baden-Rodemachern. Secondo il contratto di matrimonio, a Cecilia era garantito il diritto di essere reggente nel caso in cui suo figlio fosse succeduto mentre era ancora minorenne. Dopo la morte del marito nel 1575, si convertì al cattolicesimo per assicurare ai figli i loro diritti ereditari e i loro domini che erano stati sequestrati dai cattolici. In quel periodo la regina Elisabetta le offrì la mano di Robert Dudley, conte di Leicester, ma suo fratello Giovanni III di Svezia consigliò alla sorella di rifiutare l'offerta.
Dopo esser rimasta vedova, divenne reggente del Baden-Rodemachern e affidò ai gesuiti l'educazione dei suoi figli. 
Nel 1578 venne coinvolta in un ennesimo scandalo: offrì al re di Spagna la sua flotta in cambio della nomina a governatore di Lussemburgo o di qualche altra provincia spagnola per Francisco de Eraso, ambasciatore spagnolo e suo amante. Questa richiesta portò Cecilia ad essere accusata di tramare contro suo fratello il re. 

### Baden
Al suo ritorno a Baden nel 1579, Cecilia cercò di prendere il controllo sulle sue terre e di Baden-Rodemachen dai parenti del suo defunto consorte in nome di suo figlio. Francisco de Eraso e Cecilia visse insieme a Baden per un certo tempo prima che Eraso proseguisse il suo viaggio in Spagna. Durante questo periodo, diede alla luce una figlia: Caritas (1579-1629). La figlia, fu lasciata nel convento di Lietentahl da Edoardo Fortunato contro la volontà di Cecilia, e non le fu permesso di vederla fino al 1622: prese i voti e si fece chiamare Charitas. 
Nella sua lotta contro la famiglia del suo defunto consorte, fu sostenuta dal legato papale Antonio Possevino, Eraso e Giovanni III: l'altro suo fratello Carlo IX, tuttavia, ruppe con lei dopo la nascita di Charitas. Cecilia viveva grazie al reddito della sua tenuta svedese, ma fu confiscata da Giovanni nel 1585 dopo la sua opposizione al suo matrimonio con Gunilla Bielke.
Nel 1588, suo figlio Edoardo Fortunato prese il controllo di Baden-Rodemachen. In quanto reggente, ebbe diritto ad un posto nell'assemblea di stato del Sacro Romano Impero.  Cecilia era un obiettivo della propaganda protestante per la sua conversione al cattolicesimo e all'attività politica. La calunnia forse più conosciuta contro di lei era una storia di Everhard van Reyd: sosteneva di averla ospitato un bordello ad Anversa e che suo figlio dovette trascinarla via per i capelli. Fu anche paragonata all'imperatrice Messalina. 

## Morte
A causa degli enormi debiti fu costretta a vivere grazie a dei prestiti. Nel 1618 le sue proprietà furono confiscate e dovette fuggire in Lorena. Allo scoppio della Guerra dei trent'anni la linea protestante della dinastia del Baden fu deportata dall'esercito imperiale e suo nipote, essendo cattolico, aveva il permesso di prendere il controllo dell'intero territorio del Baden. In questo modo, Cecilia è stata in grado di tornare nella sua tenuta a Rodemachen e trascorrere i suoi ultimi anni di vita. Morì in età molto avanzata per quel tempo e fu sepolta sotto il pavimento nella chiesa di Rodemack.

## Ascendenza
|                               |                                   |                                  | Genitori                     |  |  | Nonni |  |  | Bisnonni                 |  |  | Trisnonni            |  |
|                               |                                   |                                  |                              |  |  |       |  |  | Johan Kristiernsson Vasa |  |  | Krister Nilsson Vasa |  |
|                               |                                   |                                  |                              |  |  |       |  |  | Johan Kristiernsson Vasa |  |  | Krister Nilsson Vasa |  |
|                               |                                   | Margareta Eriksdotter Krummedige |                              |  |  |       |  |  | Johan Kristiernsson Vasa |  |  |                      |  |
| Erik Johansson Vasa           |                                   |                                  |                              |  |  |       |  |  | Johan Kristiernsson Vasa |  |  |                      |  |
|                               |                                   | Birgitta Gustavsdotter Sture     | Gustav Anundsson Sture       |  |  |       |  |  |                          |  |  |                      |  |
|                               |                                   | Birgitta Gustavsdotter Sture     | Gustav Anundsson Sture       |  |  |       |  |  |                          |  |  |                      |  |
|                               |                                   | Birgitta Gustavsdotter Sture     | Birgitta Stensdotter Bielke  |  |  |       |  |  |                          |  |  |                      |  |
| Gustavo I di Svezia           |                                   | Birgitta Gustavsdotter Sture     |                              |  |  |       |  |  |                          |  |  |                      |  |
|                               |                                   | Måns Karlsson Eka                | Karl Magnusson Eka           |  |  |       |  |  |                          |  |  |                      |  |
|                               |                                   | Måns Karlsson Eka                | Karl Magnusson Eka           |  |  |       |  |  |                          |  |  |                      |  |
|                               |                                   | Måns Karlsson Eka                | Birgitta Arentsdotter Pinnow |  |  |       |  |  |                          |  |  |                      |  |
| Cecilia Månsdotter Eka        |                                   | Måns Karlsson Eka                |                              |  |  |       |  |  |                          |  |  |                      |  |
|                               |                                   | Sigrid Eskilsdotter Banér        | Eskil Isaksson Banér         |  |  |       |  |  |                          |  |  |                      |  |
|                               |                                   | Sigrid Eskilsdotter Banér        | Eskil Isaksson Banér         |  |  |       |  |  |                          |  |  |                      |  |
|                               |                                   | Sigrid Eskilsdotter Banér        | Cecilia Haraldsdotter Gren   |  |  |       |  |  |                          |  |  |                      |  |
| Cecilia Vasa                  |                                   | Sigrid Eskilsdotter Banér        |                              |  |  |       |  |  |                          |  |  |                      |  |
|                               | Abraham Kristiernsson Leijonhuvud | Kristien Leijonhuvud             |                              |  |  |       |  |  |                          |  |  |                      |  |
|                               | Abraham Kristiernsson Leijonhuvud | Kristien Leijonhuvud             |                              |  |  |       |  |  |                          |  |  |                      |  |
|                               | Abraham Kristiernsson Leijonhuvud | …                                |                              |  |  |       |  |  |                          |  |  |                      |  |
| Erik Abrahamsson Leijonhufvud | Abraham Kristiernsson Leijonhuvud |                                  |                              |  |  |       |  |  |                          |  |  |                      |  |
|                               |                                   | Birgitta Månsdotter Natt och Dag | Måns Natt och Dag            |  |  |       |  |  |                          |  |  |                      |  |
|                               |                                   | Birgitta Månsdotter Natt och Dag | Måns Natt och Dag            |  |  |       |  |  |                          |  |  |                      |  |
|                               |                                   | Birgitta Månsdotter Natt och Dag | …                            |  |  |       |  |  |                          |  |  |                      |  |
| Margherita Leijonhufvud       |                                   | Birgitta Månsdotter Natt och Dag |                              |  |  |       |  |  |                          |  |  |                      |  |
|                               |                                   | Erik Karlsson Vasa               | Karl Vasa                    |  |  |       |  |  |                          |  |  |                      |  |
|                               |                                   | Erik Karlsson Vasa               | Karl Vasa                    |  |  |       |  |  |                          |  |  |                      |  |
|                               |                                   | Erik Karlsson Vasa               | …                            |  |  |       |  |  |                          |  |  |                      |  |
| Ebba Eriksdotter Vasa         |                                   | Erik Karlsson Vasa               |                              |  |  |       |  |  |                          |  |  |                      |  |
|                               |                                   | Anna Karlsdotter Vinstorpa       | Karl Vinstorpa               |  |  |       |  |  |                          |  |  |                      |  |
|                               |                                   | Anna Karlsdotter Vinstorpa       | Karl Vinstorpa               |  |  |       |  |  |                          |  |  |                      |  |
|                               |                                   | Anna Karlsdotter Vinstorpa       | …                            |  |  |       |  |  |                          |  |  |                      |  |
|                               |                                   | Anna Karlsdotter Vinstorpa       |                              |  |  |       |  |  |                          |  |  |                      |  |